# Иди Бритт
Иди Бритт Уильямс (ранее Маклейн и Розвелл, англ. Edie Britt — персонаж американского телевизионного сериала «Отчаянные домохозяйки», созданный автором Марком Черри, роль исполняет британская актриса Николетт Шеридан. Персонаж впервые появился в пилотном эпизоде, и присутствовал в сериале вплоть до своей смерти, в конце пятого сезона. Иди была одним из постоянных персонажей в сериале.
Иди была агентом по недвижимости и стала известна благодаря трём неудачным бракам и своим многочисленным романам, в том числе и со всеми мужчинами, живущими на Вистериа Лейн. Хотя персонаж был первоначально задуман как второстепенный злодей и конкурент для Сьюзан Майер, благодаря благоприятным отзывам от критиков она стала одним из основных и самых известных героев сериала. За исполнение своей роли была номинирована на Премию «Золотой глобус» за лучшую женскую роль второго плана — мини-сериал, телесериал или телефильм в 2005 году, а также выиграла две награды Гильдии киноактёров США.

## История развития
Участие Николетт Шеридан в сериале изначально было запланировано как повторяющееся. Николетт Шеридан изначально пробовалась на роль Бри Ван де Камп, одного из самых известных персонажей сериала, в феврале 2004 года. Как позже сказала сама актриса: «После того как я прочитала диалоги Бри, режиссёр посмотрел на меня и сказал: „Я вижу тебя в роли Иди“. Я ответила: „Значит, я прихожу пробоваться на роль примерной матери и жены, а ты предлагаешь мне роль шлюхи?“» Шеридан согласилась исполнить роль Иди и снялась в пилотном эпизоде весной того же года. 11 августа было объявлено, что из-за хороших отзывов от критиков, Шеридан присоединилась к основному актёрскому ансамблю сериала, благодаря чему Иди стала регулярным персонажем .
Хотя персонаж достиг популярности у критиков и поклонников сериала, в первых двух сезонах сюжетные линии Иди оставались минимальными по сравнению с четырьмя ведущими героинями. Создатель сериала Марк Черри говорил, что присутствие Иди было необходимо лишь для «Усложнения жизней других женщин». Хотя некоторые считали Иди пятой из основных домохозяек, в дополнение к Сьюзан Майер, Бри Ван де Камп, Линетт Скаво и Габриэль Солис, она никогда не становилась равноценно ведущим персонажем в сравнении с ними, а всегда была характерным героем второго плана. Тем не менее, когда в ходе съемок третьего сезона Марсия Кросс, исполнившая роль Бри, была вынуждена на время покинуть сериал из-за беременности в реальной жизни, Иди была сделана ведущим героем сериала. Изменения в персонаже были хорошо приняты критиками, один из которых отметил: «Как будто было снято несколько слоев кожи, персонаж стал глубже и сложнее, чем это было ранее». Несмотря на возвращение Кросс в сериал в начале четвёртого сезона Иди продолжала играть важную роль в основном сюжете в четвёртом и пятом сезонах.
В феврале 2009 года было объявлено, что Шеридан покинет шоу после смерти своего персонажа ближе к концу пятого сезона. Ходили слухи, что уход актрисы был вызван её конфликтом с создателем сериала, Марком Черри. В одном из интервью Шеридан заявила, что убийство Иди «было рискованным решением, которое может иметь катастрофические последствия для шоу», отметив, что у неё проблемы с Черри, а не с сериалом. Позже в прессе начала появляться информация, что увольнение актрисы было связано с экономией бюджета, так как она получала до $200,000 за один эпизод. Позже Черри подтвердил, что он руководствовался финансовыми намерениями, когда увольнял актрису, а не личными мотивами. В апреле 2010 года Шеридан подала иск против Черри, утверждая, что он незаконно уволил, а также ударил её на съемках. В июне следующего года Шеридан изменила иск, отметив, что он нанес ей легкие удары, но все же подтвердила, что считает своё увольнение незаконным.